# 溫莎的風流婦人

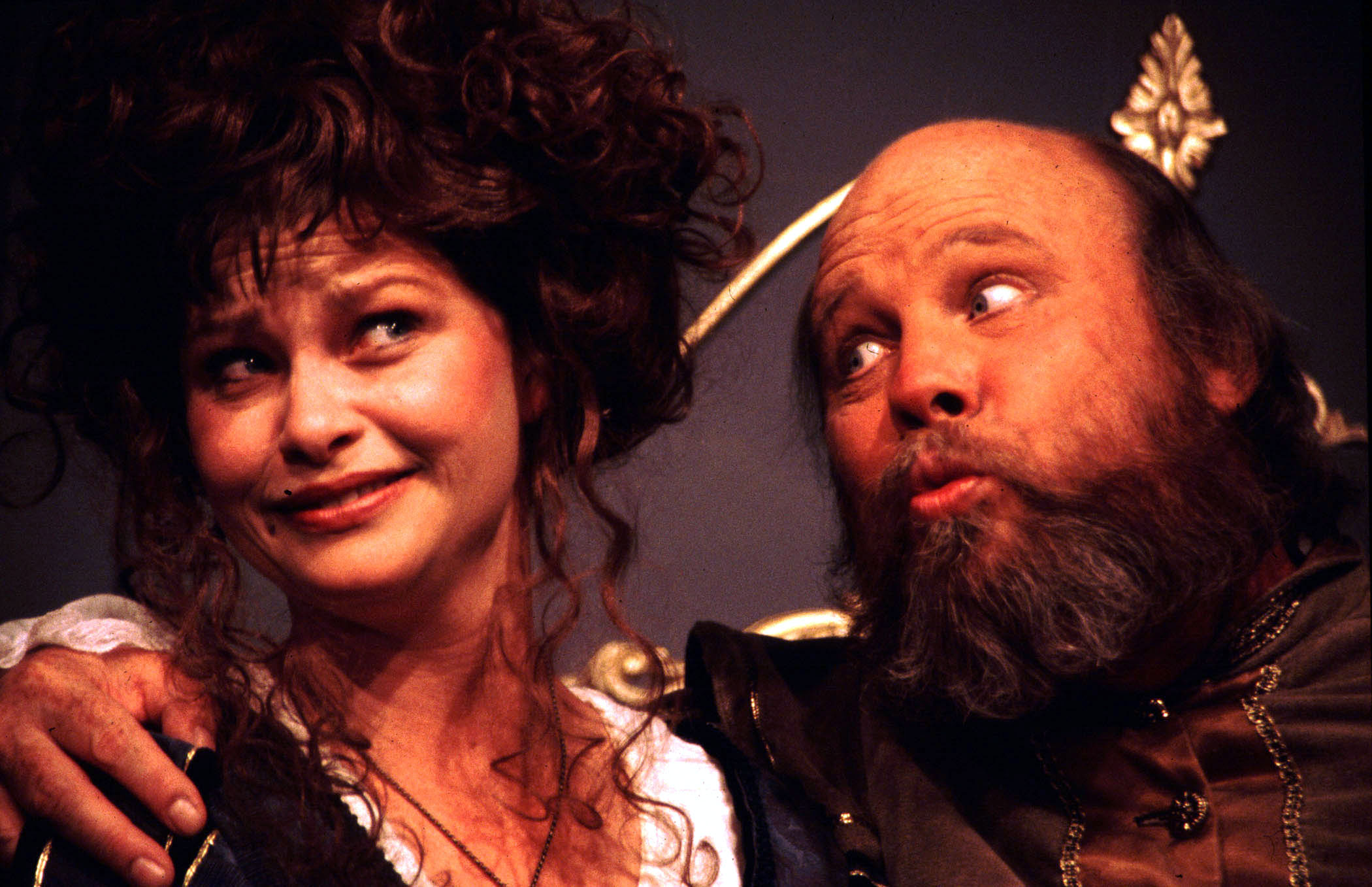
1999年由Pacific Repertory Theatre演出之溫莎的風流婦人，劇中的佩芝夫人(Julie Hughett飾)與法斯塔夫(John Rousseau飾)

《溫莎的風流婦人》（The Merry Wives of Windsor）是莎士比亞所著之喜劇，咸認為著作時間應早於1597年，首次出版於1602年，標題中的「溫莎」是指英格蘭柏克郡的溫莎城堡，且雖然劇中時代設定在亨利四世時期，但卻毫不掩飾其描寫的是當代伊麗莎白時代的中產階級生活。劇內角色胖騎士法斯塔夫已出現於莎士比亞的劇作「亨利四世」第一部與第二部中，該角色後來也被數部歌劇所採用。
本劇描寫貪財好色的胖騎士法斯塔夫看中了福德太太和佩芝太太，兩位聰明的婦人發現後，開始一連串整人計畫，藉機整整愛吃飛醋的先生，也讓法斯塔夫在眾人面前出醜，於是一連串整人計畫一幕幕上演。

## 劇中人物
- 約翰·福斯塔夫爵士（Sir John Falstaff）
- 巴道夫（Bardolph）、畢爾斯托（Pistol）、尼姆（Nym）：福斯塔夫的僕從
- 羅賓（Robin）：福斯塔夫的侍童
- 福德（Frank Ford）、培琪（George Page）：住在溫莎的兩位紳士
- 威廉·培琪（William Page）：培琪的兒子
- 休·愛文斯爵士（Sir Hugh Evans）：愛爾蘭人
- 卡厄斯醫生（Doctor Caius）：法國醫生
- 勒格比（John Rugby）：卡厄斯醫生的僕人
- 快嘴桂嫂（Mistress Quickly）：卡厄斯醫生的僕人
- 夏祿（Robert Shallow）：縣治安官
- 斯蘭德（Abraham Slender）：夏祿的堂弟
- 辛普兒（Peter Simple）：斯蘭德的僕人
- 范頓（Fenton）：年輕紳士
- 嘉德飯店（Garter Inn）店主
- 福德大嫂（Mistress Alice Ford）
- 培琪大嫂（Mistress Margaret Page）
- 安·培琪（Anne Page）：培琪的女兒，范頓的戀人

## 外部連結
- The Merry Wives of Windsor  （页面存档备份，存于） – 原文HTML版
- The Merry Wives of Windsor （页面存档备份，存于）在Project Gutenberg
- The Merry Wives of Windsor （页面存档备份，存于） – 可搜尋的版本
- 不同年代版本的照片
- RSC不同年代的版本 （页面存档备份，存于）
- The Merry Wives at Shakespeares Globe (Daily Mail UK) （页面存档备份，存于）